# Хаврута (организация)
Хаврута (ивр. חַבְרוּתָא‎, от арамейского слова «общение») — религиозная организация геев в Израиле, созданная выпускниками иешивы для мужчин, которые идентифицируют себя как геи, но имеют сильную связь с еврейскими религиозными обрядами.
Одним из направлений деятельности организации является оказание помощи религиозным гомосексуалам в принятии своей сексуальной ориентации без отказа от религиозных убеждений и веры. С момента своего создания в 2007 году из небольшой группы Хаврута превратилась в организацию, которая занимается проведением регулярных встреч в Иерусалиме, Тель-Авиве и Хайфе.

## Против гомофобии
Параллельно Хаврута проводит различные мероприятия в целях повышения уровня терпимости к представителям сексуальных меньшинств и интеграции геев в религиозную общину путём организации встреч раввинов и священников с геями и лесбиянками. Организация проводит работу по принятию гомосексуальности религиозной общиной посредством распространения в синагогах печатных материалов, отражающих проблемы взаимоотношений гомосексуальности и религии, а также участвует в общественных дебатах и диалогах с раввинами и учителями. За эту деятельность в декабре 2011 года организация была удостоена награды правительства Франции за работу в области защиты прав человека.

## Встречи
Хаврута проводит общественные встречи, которые призваны обеспечить безопасное пространство для геев из религиозных и консервативных семей. Благодаря этим встречам гомосексуалы имеют возможность обсуждать общие темы. Большинство участников скрывают сексуальную ориентацию от своих близких. Все члены организации обязаны сохранять конфиденциальность.